# Октябрьское сельское поселение (Рязанская область)
Октябрьское се́льское поселе́ние — муниципальное образование в Пронском районе Рязанской области Российской Федерации.
Административный центр — село Октябрьское.

## История
Статус и границы сельского поселения установлены Законом Рязанской области от 7 октября 2004 года № 89-ОЗ «О наделении муниципального образования Пронский район статусом муниципального района, об установлении его границ и границ муниципальных образований, входящих в его состав»

## Население
| 2010  | 2012  | 2013  | 2014  | 2015  | 2016  | 2017  |
| ----- | ----- | ----- | ----- | ----- | ----- | ----- |
| 1349  | ↗1426 | ↗1532 | ↗1591 | ↗1671 | →1671 | ↘1643 |
| 2018  | 2019  | 2020  | 2021  |       |       |       |
| ↘1625 | ↘1562 | ↘1554 | ↗1622 |       |       |       |

## Состав сельского поселения
| № | Населённый пункт | Тип населённого пункта       | Население |
| - | ---------------- | ---------------------------- | --------- |
| 1 | Восточный        | посёлок                      | 211       |
| 2 | Горохово         | деревня                      | 6         |
| 3 | Октябрьское      | село, административный центр | ↘961      |
| 4 | Семенск          | село                         | ↘168      |
| 5 | Телятники        | село                         | ↘3        |